# Шьямнагар
Шьямнагар (бенг. শ্যামনগর, англ. Shyamnagar) — город на юго-западе Бангладеш, административный центр одноимённого подокруга. Площадь города равна 10,76 км². По данным переписи 2001 года, в городе проживало 11 021 человек, из которых мужчины составляли 52,36 %, женщины — соответственно 47,64 %. Плотность населения равнялась 1024 чел. на 1 км². Уровень грамотности населения составлял 37,3 % (при среднем по Бангладеш показателе 43,1 %). 